# Суперкубок Кыргызстана по мини-футболу
Суперкубок Кыргызстана по мини-футболу — ежегодное соревнование мини-футбольных (футзальных) клубов Кыргызстана, разыгрываемый между победителем чемпионата и обладателем Кубка. Проводился Ассоциацией футзала Кыргызской Республики.
Впервые турнир был разыгран в 2017 году. Его победителем стал ошский «EREM», получивший 70 тысяч сомов, а проигравший «Мурас» получил сертификат на 30 тысяч сомов. В 2018 году победителем стала столичная команда Sun City. В 2021 году обладателем Суперкубка стал «Фарватер» из Бишкека, а в 2024 году — «Алай».

## Победители
| Год  | Дата       | Победитель        | Финалист                       | Счёт | Место  |
| ---- | ---------- | ----------------- | ------------------------------ | ---- | ------ |
| 2017 | 22 октября | EREM (Ош)         | Мурас (Иссык-Кульская область) | 5:2  | Бишкек |
| 2018 | 7 октября  | Sun City (Бишкек) | EREM (Ош)                      | 2:1  | Бишкек |
| 2021 | 15 октября | Фарватер (Бишкек) | Steelex (Бишкек)               | 5:1  | Бишкек |
| 2024 | 28 ноября  | Алай              | ОшМУ                           | 6:5  | Бишкек |

## Лучшие игроки
| Сезон | Лучший игрок                |
| ----- | --------------------------- |
| 2018  | Байдилла Нуралем (Sun City) |
| 2024  | Максат Алимов (Алай)        |